# Május 5.
Május 5. az év 125. (szökőévben 126.) napja a Gergely-naptár szerint. Az évből még 240 nap van hátra.
Névnapok: Györgyi + Angelus, Angelusz, Árvácska, Erna, Ernella, Gotárd, Gothárd, Györe, György, Györgyike, Györk, Györke, Iduna, Irén, Iréne, Irina, Judit, Jutka, Jutta, Kocsárd, Merima, Nyék, Piusz, Viola

## Események

### Politikai események
- 1764 –  Mária Terézia megalapítja a Szent István-rendet
- 1862 – Az Ignacio Zaragoza vezette mexikói seregek a pueblai csatában győzelmet aratnak a francia beavatkozók felett.
- 1919 – Aradon gróf Károlyi Gyula ellenkormányt alakít a kikiáltott Tanácsköztársasággal szemben, ami később (május 30.) Szegedre teszi át székhelyét.
- 1935 – Franciaország és a Szovjetunió kölcsönös segélynyújtási szerződést köt.
- 1939 – Magyarországon hatályba lép a második zsidótörvény.[1]
- 1945 - Felszabadul a mauthauseni koncentrációs tábor.
- 1949 – A londoni szerződés aláírásával megalakul az Európa Tanács.
- 1950 – Az Államvédelmi Hatóság a hajnali órákban fegyveres úton átveszi a Kistarcsai Központi Internálótábor felügyeleti jogait a rendőrségtől.
- 1961 – Faji zavargások Alabama fővárosában, Montgomery-ben.

### Tudományos és gazdasági események
- 1835 – Megnyitják Brüsszel és Mechelen között az európai kontinens első közforgalmú vasútvonalát.
- 1961 –  Az első amerikai űrhajós, Alan Shepard szuborbitális repülést hajt végre a Freedom 7 űrhajóval.

### Sportesemények
Formula–1
- 1985 –  San Marinó-i nagydíj, Imola - Győztes: Elio de Angelis  (Lotus Renault)
- 1996 –  San Marinó-i nagydíj, Imola - Győztes: Damon Hill  (Williams Renault)

## Születések
- 1210 – III. Alfonz portugál király († 1279)
- 1747 – II. Lipót magyar király, Habsburg–Lotaringiai-házból származó osztrák főherceg, a toszkánai Szent István Lovagrend újjászervezője és nagymestere († 1792)
- 1777 – Hrabovszky János honvéd altábornagy († 1852)
- 1813 – Søren Kierkegaard dán filozófus († 1855)
- 1814 – Balassa János sebészorvos, egyetemi tanár, az MTA tiszteleti tagja († 1868)
- 1817 – Gaston de Raousset-Boulbon francia kalandor, a Sonorai Francia Állam alapítója († 1854)
- 1818 – Karl Marx német filozófus, közgazdász († 1883)
- 1826 – Eugénia francia császárné III. Napóleon felesége († 1920)
- 1846 – Henryk Sienkiewicz lengyel író († 1916)
- 1865 – Donáth Ede magyar zeneszerző, karmester († 1945)
- 1885 – Agustín Barrios guaraní származású paraguayi gitárművész és zeneszerző. A 20. század első felének legnagyobb hatású gitáros zeneszerzői közé tartozik († 1944)
- 1900 – Háy Gyula Kossuth-díjas magyar drámaíró, műfordító († 1975)
- 1904 – Greguss Zoltán magyar színész érdemes és kiváló művész († 1986)
- 1905 – Mendöl Tibor magyar földrajztudós, egyetemi tanár, akadémikus († 1966)
- 1907 – Forgó László Kossuth-díjas magyar gépészmérnök, feltaláló, az MTA tagja († 1985)
- 1908 – Kurt Böhme német operaénekes (basszus) († 1989)
- 1909 – Honffy József  magyar színész, az Állami Déryné Színház alapító tagja († 1976)
- 1909 – Radnóti Miklós magyar költő († 1944)
- 1913 – Duane Carter amerikai autóversenyző († 1993)
- 1914 – Tyrone Power amerikai színész († 1958)
- 1915 – Cseke Vilmos erdélyi magyar matematikai szakíró († 1983)
- 1915 – Alice Faye amerikai színésznő († 1998)
- 1919 – Geórgiosz Papadópulosz görög katonatiszt, politikus, elnök-diktátor († 1999)
- 1921 – Szép Ilonka magyar színésznő († 2003)
- 1924 – Ignazio Spalla (Pedro Sanchez), olasz színész († 2005)
- 1925 – Vlagyimir Fjodorovics Vavilov orosz gitár- és lantművész, zeneszerző († 1973)
- 1927 – Havas Gertrúd kétszeres Jászai Mari-díjas magyar bábszínésznő, színésznő († 1982)
- 1932 – Berki Viola magyar festő, grafikus († 2001)
- 1932 – Bob Said (Boris Said) amerikai autóversenyző († 2002)
- 1932 – Luigi Taramazzo olasz autóversenyző († 2004)
- 1935 – Megyeri Lajos szerbiai magyar zeneszerző, zenepedagógus, karmester
- 1936 – Lázár Ervin Kossuth-díjas magyar író, elbeszélő, meseíró († 2006)
- 1942 – Bujtor István Balázs Béla-díjas magyar színész, rendező, vitorlásversenyző († 2009)
- 1942 – Marc Alaimo amerikai színész
- 1943 – Michael Palin angol színész, a Monty Python-csoport tagja, több ismeretterjesztő film készítője
- 1944 – Roger Rees Tony-díjas, walesi, amerikai színművész, rendező († 2015)
- 1944 – John Rhys-Davies walesi brit színész
- 1947 – B. Tóth László magyar zenei szerkesztő, műsorvezető és lemezlovas
- 1952 – Szerencsi Éva magyar színésznő († 2004)
- 1957 – Małgorzata Kidawa-Błońska lengyel politikus, filmproducer, a Szejm elnöke (2015)
- 1963 – ifj. Latabár Árpád magyar színész, a Latabár-színészdinasztia legifjabb tagja
- 1964 – Kálomista Gábor magyar filmproducer
- 1973 – Keller János magyar színész
- 1978 – Santiago Cabrera venezuelai színész
- 1979 – Vincent Kartheiser amerikai színész
- 1979 – Chris Buncombe (Christopher James Buncombe) brit autóversenyző
- 1980 – Josszí Benájún izraeli labdarúgó
- 1982 – Torghelle Sándor magyar válogatott labdarúgó
- 1983 – Henry Cavill brit színész
- 1984 – Tom Parsons angol magasugró
- 1984 – Mike Brown kanadai úszó
- 1988 – Adele angol énekesnő, zenész-dalszerző
- 1994 – Remington Leith (Remington Leith Kropp), a kanadai Palaye Royale frontembere, zenész-dalszerző, férfimodell
- 1995 – Horváth Csenge magyar színésznő
- 1995 – James Connor ausztrál műugró
- 1996 – Miller Dávid magyar színész

## Halálozások
- 311 – Galerius római császár, a tetrarchia idején a keleti birodalomrész augustusa (* kb 250)
- 1525 – III. Frigyes szász választófejedelem (* 1463)
- 1705 – I. Lipót magyar király, német-római császár (* 1640)
- 1816 – Csernák László magyar származású hollandiai matematikus (* 1740)
- 1821 – I. (Bonaparte) Napóleon francia császár[2] (* 1769)
- 1827 – I. Frigyes Ágost szász király a Wettin-házból származó szász herceg (* 1750)
- 1891 – Rényi György katonatiszt (* 1829)
- 1892 – August Wilhelm von Hofmann német kémikus, a 19. század egyik legjelentősebb német vegyésze (* 1818)
- 1904 – Jókai Mór magyar író, országgyűlési képviselő (* 1825)
- 1908 – Duka Tivadar orvos, India-kutató, Kőrösi Csoma Sándor hagyatékának feldolgozója (* 1825)
- 1911 – Nyíri Sándor magyar katonatiszt, a Ludovika Akadémia parancsnoka, altábornagy és honvédelmi miniszter (* 1854)
- 1912 – Magyar Ede magyar műépítész (* 1877)
- 1954 – Biró Zoltán magyar erdőmérnök, miniszteri tanácsos, felsőházi tag (* 1874)
- 1955 – Fedák Sári magyar színésznő (* 1879)
- 1956 – Daniss Győző magyar színész, rendező, a Békés Megyei Jókai Színház alapító színházigazgatója (* 1903)
- 1961 – Máté Olga magyar fényképész, fotóművész (* 1878)
- 1967 – Babus Jolán tanár, néprajzkutató (* 1917)
- 1983 – Farkas István magyar nyomdász, kommunista politikus, nemzetgyűlési képviselő (* 1897)
- 1984 – Bozsi Mihály olimpiai bajnok vízilabdázó, úszó, edző (* 1911)
- 1997 – Kibédi Ervin Jászai Mari-díjas magyar színész (* 1924)

## Nemzeti ünnepek, emléknapok, világnapok
- Cinco de Mayo
- Esélyegyenlőség napja
- Nemzetközi szülésznő - bába nap (International Day of the Midwife Archiválva 2021. április 27-i dátummal a Wayback Machine-ben - IDM[3])
- Hollandia: a felszabadulás napja, a német csapatok 1945-ös kapitulációja
- Kirgizisztán: az alkotmány napja
- Thaiföld: a király, X. Ráma koronázásának napja